# ジャガー・R3
ジャガー・R3 (Jaguar R3) は、ジャガー・レーシングが2002年のF1世界選手権参戦用に開発し投入したフォーミュラ1カー。スティーブ・ニコルズ（テクニカルディレクター）、ジョン・ラッセル（チーフデザイナー）らが設計した。

## 概要

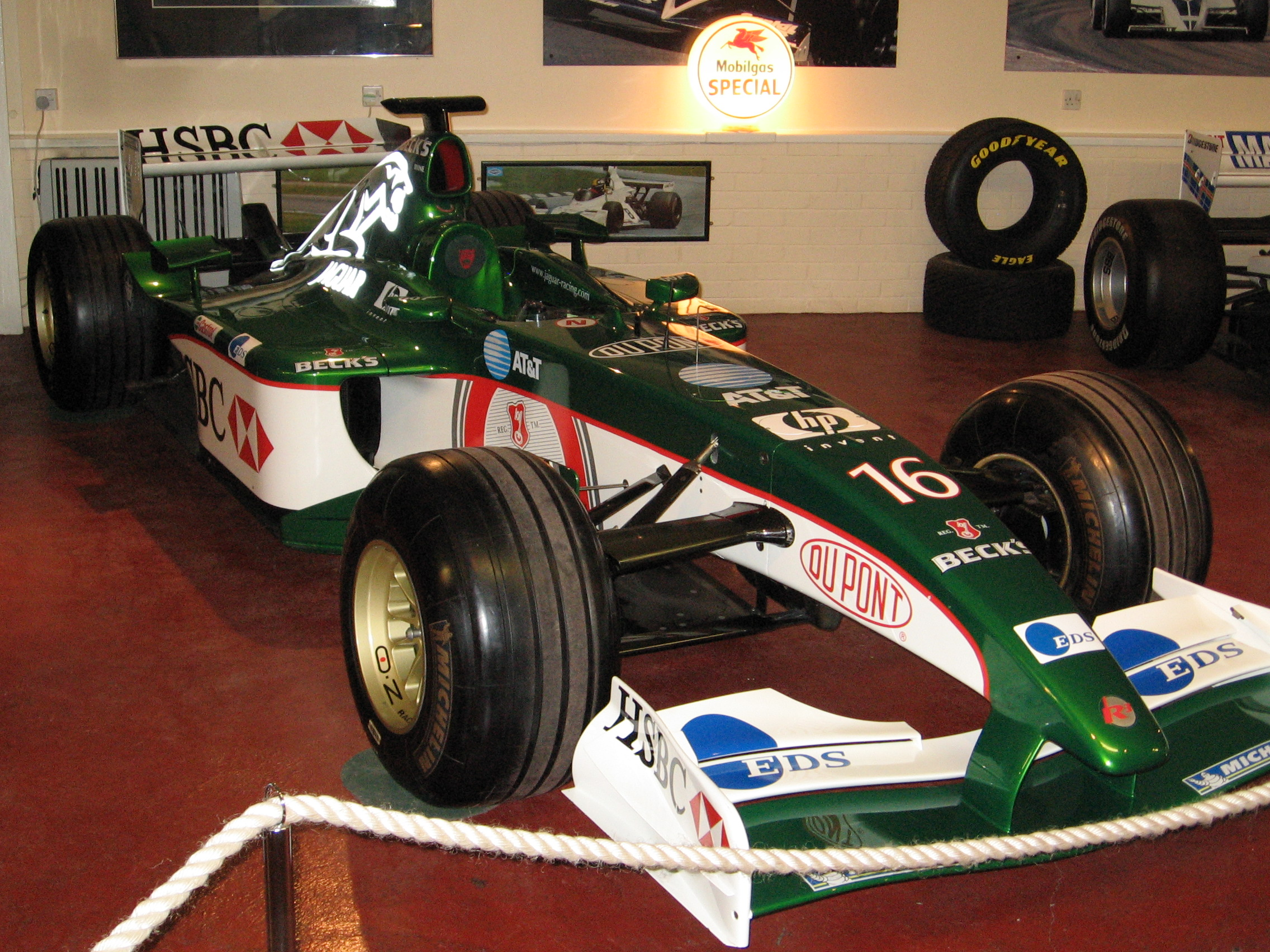
ドニントン・グランプリ・コレクション所蔵のR3

R3は2002年1月4日にシェイクダウンされた。2001年末には当時のジャガー・レーシングの最高責任者ニキ・ラウダが直々にテスト走行をして期待されていたものの、前作のR2にも劣るパッケージとも言える失敗作であった。プレシーズンテストの不調により、開幕1ヶ月前にはテクニカルディレクターのスティーブ・ニコルズが辞任した。
根本的問題はマシンの剛性不足であり、走行中にダウンフォースが変化するという、致命的な欠陥がシェイクダウン時で判明した。チームはその数値計算、特に風洞関係の数値に多くの誤りがあったことを認めた。初戦のオーストラリアGPではアーバインが4位に入賞したものの、信頼性に欠けたマシンは馬力も不足し、チームはランキングを滑り落ちていった。
しかしながら、マルコム・オーストラー（元B・A・R）、ベン・アガザンジェロウ（元ルノー）ら他チームから招聘したエンジニアによってデビッド・ピッチフォースが総覧する改良プロジェクトが続けられ、イギリスGPより新エアロパッケージのR3Bを投入。イタリアGPではエディ・アーバインが3位入賞し、表彰台を得ることができた。
チームは8ポイントを挙げ、コンストラクターズランキングは7位でシーズンを終えた。

## スペック

### シャーシ
- シャーシ名 R3
- ホイールベース 3,105mm
- ブレーキキャリパー ブレンボ
- ホイール BBS
- タイヤ ミシュラン

### エンジン
- エンジン名 コスワースCR-4
- 気筒数・角度 V型10気筒・90度
- 燃料・潤滑油 カストロール

## F1における全成績
(key) （太字はポールポジション）
| 年     | チーム   | エンジン       | タイヤ | ドライバー           | 1   | 2   | 3   | 4   | 5   | 6   | 7   | 8   | 9   | 10  | 11  | 12  | 13  | 14  | 15  | 16  | 17  | ポイント | 順位 |
| ------ | -------- | -------------- | ------ | -------------------- | --- | --- | --- | --- | --- | --- | --- | --- | --- | --- | --- | --- | --- | --- | --- | --- | --- | -------- | ---- |
| 2002年 | ジャガー | コスワース V10 | M      |                      | AUS | MAL | BRA | SMR | ESP | AUT | MON | CAN | EUR | GBR | FRA | GER | HUN | BEL | ITA | USA | JPN | 8        | 7位  |
| 2002年 | ジャガー | コスワース V10 | M      | エディ・アーバイン   | 4   | Ret | 7   | Ret | Ret | Ret | 9   | Ret | Ret | Ret | Ret | Ret | Ret | 6   | 3   | 10  | 9   | 8        | 7位  |
| 2002年 | ジャガー | コスワース V10 | M      | ペドロ・デ・ラ・ロサ | 8   | 10  | 8   | Ret | Ret | Ret | 10  | Ret | 11  | 11  | 9   | Ret | 13  | Ret | Ret | Ret | Ret | 8        | 7位  |

- ドライバーズランキング
  - エディ・アーバイン 9位
  - ペドロ・デ・ラ・ロサ 21位